# Hârtiești
Hârtiești là một xã thuộc hạt Argeș, România. Dân số thời điểm năm 2002 là 4977 người.